# 巴拉海島
巴拉海島是蘇格蘭的島嶼，位於赫布里底海，屬於外赫布里底群島的一部分，面積2.04平方公里，最高點海拔高度193米，島上無人居住。
56°47′0″N 7°38′41″W / 56.78333°N 7.64472°W